# Mesocnemis tisi
Mesocnemis tisi – gatunek ważki z rodziny pióronogowatych (Platycnemididae). Występuje w Afryce Zachodniej; stwierdzony jedynie na dwóch stanowiskach w południowo-wschodniej Liberii – nad rzeką Sinoe i jej dopływem.